# Dom v sugrobakh
Dom v sugrobakh é um filme de drama soviético de 1928 dirigido por Fridrikh Ermler.

## Enredo
O filme se passa em 1919 em Petrogrado. O filme segue um músico desempregado que rouba lenha de um vizinho para ajudar sua esposa doente, mas não consegue. E de repente as tropas revolucionárias voltam para a cidade e o músico encontra trabalho.

## Elenco
- Fyodor Nikitin
- Tatyana Okova
- Valeri Solovtsov
- A. Bastunova
- Yakov Gudkin
- Galina Shaposhnikova como Galina Shaposhnikova
- Valeri Plotnikov
- Aleksey Masayev
- Semyon Svashenko como Andrei Burmash